# Echter Korallenbaum
Der Echte Korallenbaum (Erythrina corallodendron) ist eine Pflanzenart aus der Gattung der Korallenbäume (Erythrina) in der Unterfamilie der Schmetterlingsblütler (Faboideae). Er kommt in der Karibik vor. Als deutscher Trivialname wird zum Teil auch nur der Begriff Korallenbaum verwendet.

## Beschreibung

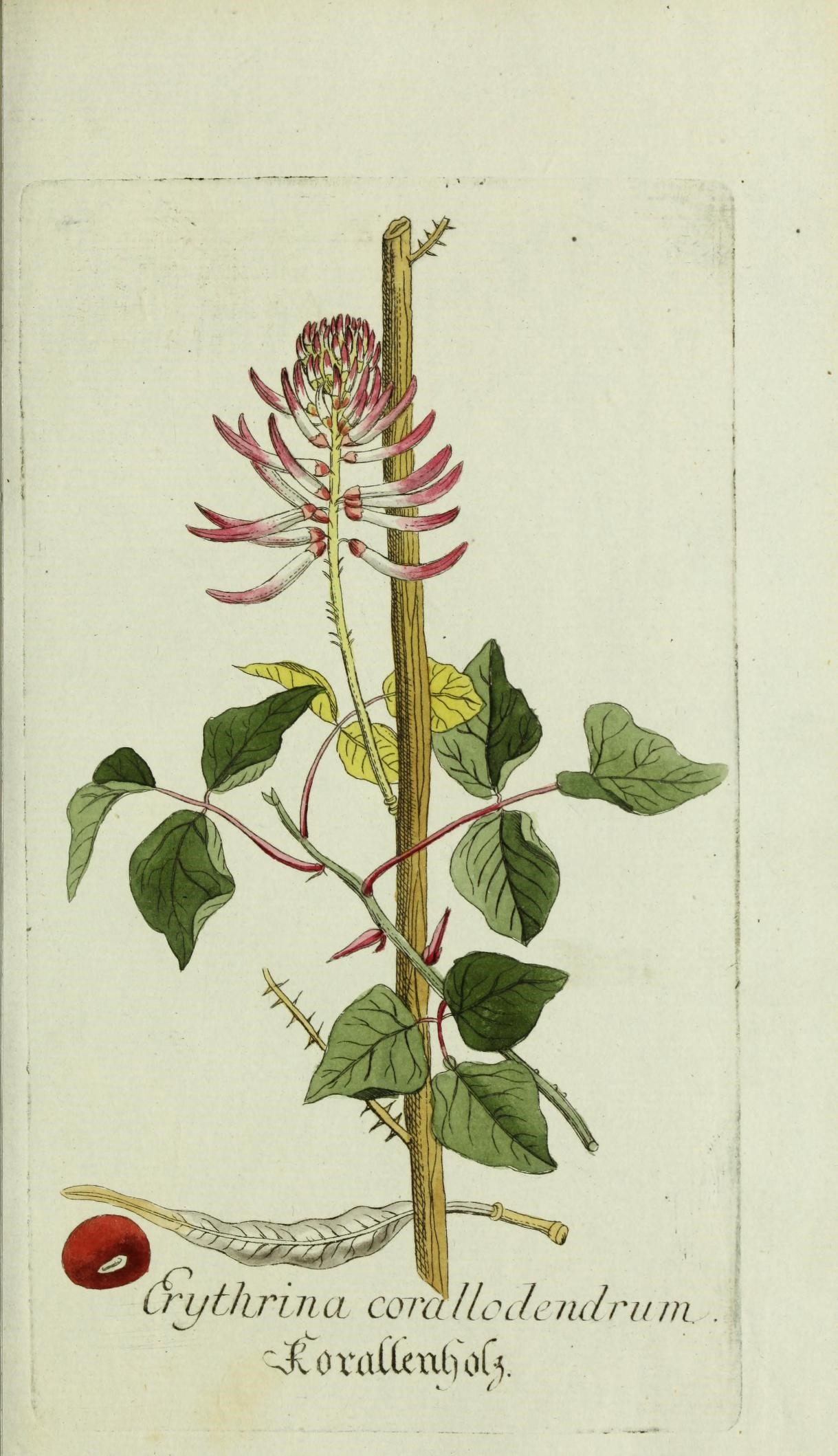
Illustration aus Plantarum indigenarum et exoticarum icones ad vivum coloratae, oder, Sammlung nach der Natur gemalter Abbildungen inn- und ausländlischer Pflanzen, für Liebhaber und Beflissene der Botanik

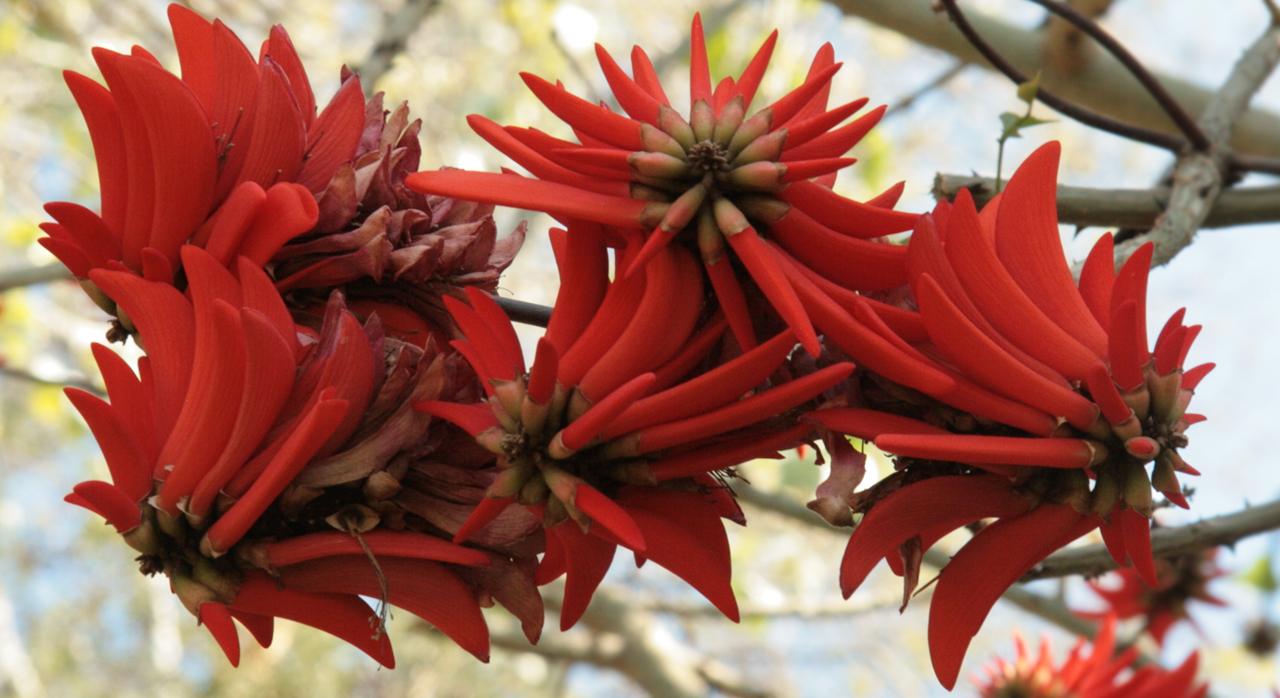
Blütenstände

### Vegetative Merkmale
Der Echte Korallenbaum wächst als laubabwerfender Baum und erreicht Wuchshöhen von 3 bis über 10 Meter. Die Zweige sind stachelig.
Die Laubblätter sind Blattstiel und -spreite gegliedert. Der bis zu 20 Zentimeter lange Blattstiel ist teils bestachelt. Die Blattspreite ist dreizählig unpaarig gefiedert. Die ganzrandigen und kahlen Fiederblättchen sind eiförmig bis rhombisch mit spitzem bis zugespitztem oberen Ende. Es sind abfallende Nebenblätter und kleine Nebenblättchen vorhanden.

### Generative Merkmale
Die kurz gestielten Blüten sind dicht in achselständigen, traubigen Blütenständen angeordnet. Die relativ großen Blüten sind zygomorph mit doppelter Blütenhülle. Die roten Kronblätter sind in der Form der Schmetterlingsblüten angeordnet.
Die schmalen und mehrsamigen Hülsenfrüchte sind 10 bis 15 Zentimeter lang und bei den Samen eingeschnürt.

### Chromosomenzahl
Die Chromosomenzahl beträgt 2n = 42.

## Verbreitung
Der Echte Korallenbaum ist im tropischen Zentralamerika heimisch. Nach ILDIS hat er ursprüngliche Vorkommen auf Jamaika, Hispaniola, Puerto Rico, den Inseln über dem Winde und den Inseln unter dem Winde. Er ist in Indien, Kenia, Mauritius und Trinidad-Tobago ein Neophyt.

## Taxonomie
Die Erstveröffentlichung von Erythrina corallodendron erfolgte 1753 durch Carl von Linné in Species Plantarum, Tomus II, Seite 706. Synonyme für Erythrina corallodendron L. sind: Erythrina corallodendron var. occidentalis L., Erythrina corallodendron var. bicolor Krukoff, Erythrina corallodendron var. connata Krukoff. 

## Giftigkeit und Inhaltsstoffe
Der Echte Korallenbaum gilt als giftig. In der Rinde befindet sich ein Alkaloid, welches vermutlich mit dem von Erythrina broteroi identisch ist. Die Samen des Echten Korallenbaums sind auffällig rot. Ihnen wird eine halluzinogene Wirkung zugeschrieben.

## Verwendung
Der Echte Korallenbaum wird als Schattenbaum in Kakaoplantagen angepflanzt. Auf Tahiti wird die Rinde medizinisch als Adstringens verwendet. Auf Mauritius besteht eine Nutzung als Sedativum und Hypnotikum.